# Викка (порноактриса)
Викка (англ. Vicca; настоящее имя Виктория Валентиновна Кокорина, род. 1974) — модель и бывшая порноактриса.

## Биография
Родилась в Москве 13 августа 1974 года.
После победы на конкурсе Miss Teen в Москве, уехала из столицы в один из сибирских институтов для изучения оптической электроники. Но очутилась в Будапеште, где выбрала жизнь профессиональной модели и позднее — порноактрисы.
В 1996 году приехала в Лос-Анджелес по контракту с VCA Pictures. Здесь на неё обратил внимание американский порнорежиссёр и сценарист Майкл Нинн. Она сотрудничала с ним под сценическими именами Victoria Queen и Queen Victoria. В фильмах она также указывалась под именем Виктория Карина (Viktoria Karina).
Её подругой является также модель и порноактриса Никита Гросс.